# Sandalolitha
Sandalolitha es un género de corales que pertenece a la familia Fungiidae, orden Scleractinia. 
Su esqueleto es macizo y está compuesto de carbonato cálcico. Tras la muerte del coral, su esqueleto contribuye a la generación de nuevos arrecifes en la naturaleza, debido a que la acción del CO2 convierte muy lentamente su esqueleto en bicarbonato cálcico, sustancia esta asimilable directamente por las colonias coralinas.

## Especies
El Registro Mundial de Especies Marinas reconoce las siguientes especies, valorando la UICN su estado de conservación:
- Sandalolitha boucheti Hoeksema, 2012 -  Estado: No evaluada
- Sandalolitha dentata Quelch, 1884 -   Estado: Preocupación menor
- Sandalolitha robusta (Quelch, 1886) -   Estado: Preocupación menor

Especie aceptada como sinonimia:
- Sandalolitha africana Veron, 2000 aceptada como Herpolitha limax (Esper, 1797)

## Morfología
Los corales Sandalolitha son colonias de pólipos con varias stomata, o bocas del animal, y libres, que cuando alcanzan la madurez pueden desplazarse. Durante su juventud están anclados a rocas mediante una especie de tallo que se romperá, dejando libre de movimientos al coral. Secretan un coralum, o esqueleto, en forma alargada, oval o circular, y de superficie superior arqueada o aplanada. El muro del coralum es perforado. Los septa y los costae tienen ornamentaciones gruesas. Los septa tienen las paredes con granulaciones dispersas irregularmente.
Alcanzan los 45 cm de largo, en el caso de S. robusta, mientras que S. dentata tiene un diámetro máximo de 34 cm.
Los tentáculos presentan unas células urticantes denominadas nematocistos, empleadas en la caza de presas de plancton. Durante el día suelen tenerlos retraídos, extendiéndolos solamente de noche.
La gama de colores varía del marrón claro al oscuro, azul, o verdoso. Suelen tener los centros de los coralitos blancos, y, en ocasiones los márgenes del coralum en púrpura.

## Galería

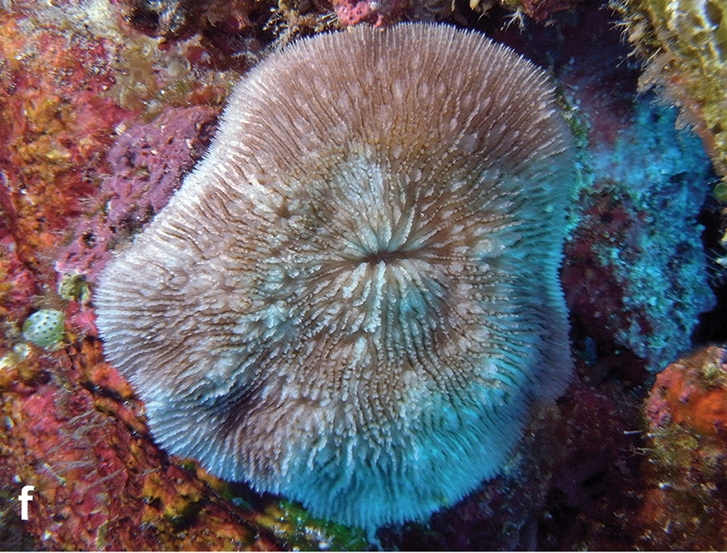
Coralum de S. boucheti con un coralito central
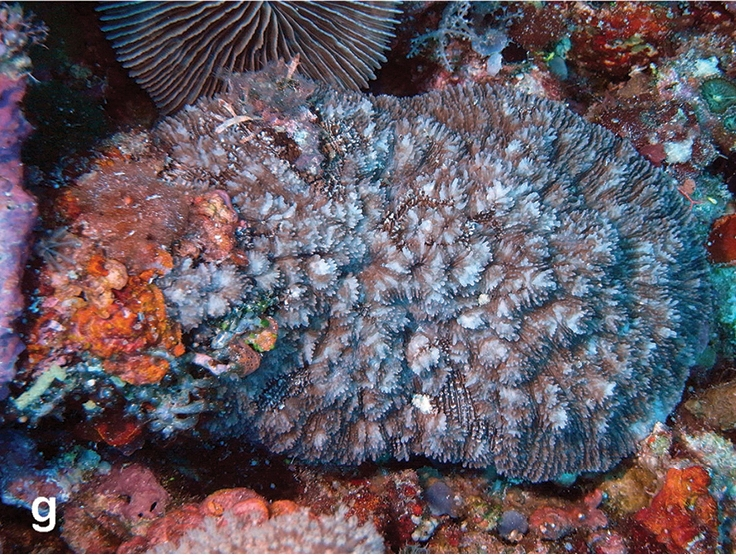
S. dentata con coralitos dispersos sobre el coralum
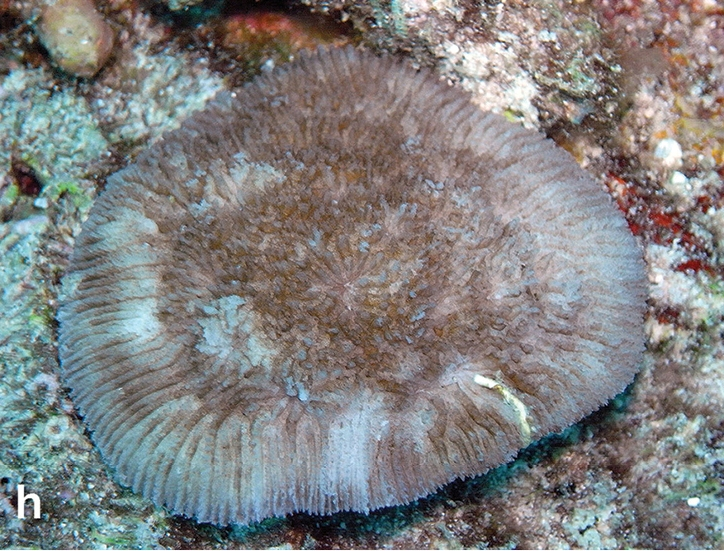
S. robusta con largos septa en el margen del coralum
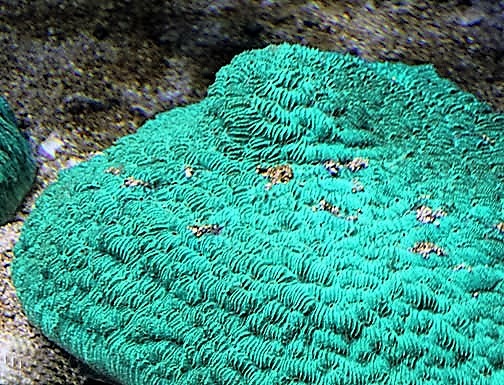
S. robusta en Samoa Americana
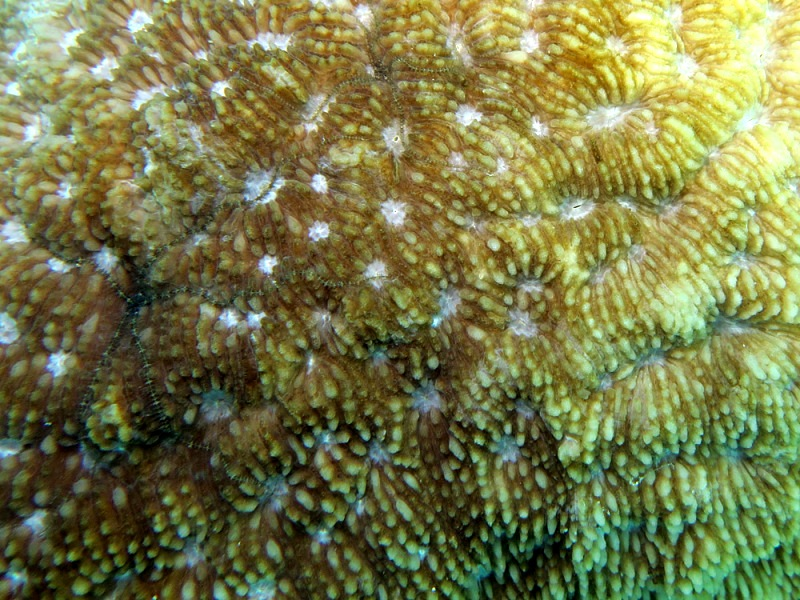
Vista de coralitos de S. robusta
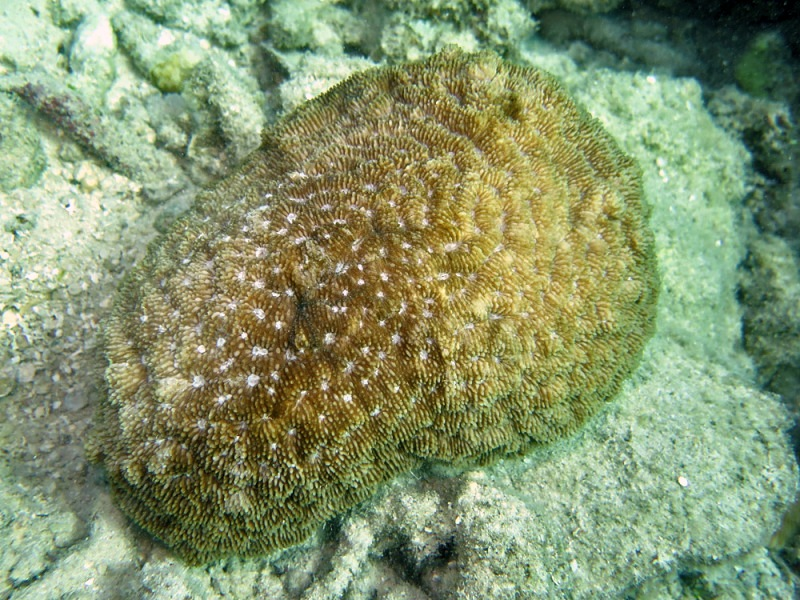
S. robusta en isla Lizard, Australia

## Hábitat  y distribución
Viven en arrecifes localizados en los mares tropicales, en zonas poco profundas, de 1 a 25 m, bien iluminadas y cercanas a las costas. Mayoritariamente se encuentran en fondos rocosos de laderas y en sustratos arenosos del arrecife, entre lagunas y zonas protegidas de fuertes corrientes . 
Sus especies están ampliamente distribuidas por el océano Indo-Pacífico, desde las islas Seychelles, y por todo el Indo-Pacífico tropical, hasta el Pacífico central.

## Alimentación
Contienen algas simbióticas llamadas zooxantelas. Las algas realizan la fotosíntesis produciendo oxígeno y azúcares, que son aprovechados por los pólipos, y se alimentan de los catabolitos del coral (especialmente fósforo y nitrógeno). Esto les proporciona entre el 70 y el 95% de sus necesidades alimenticias. El resto lo obtienen atrapando plancton y materia orgánica disuelta en el agua.

## Reproducción
Se reproducen asexualmente mediante gemación, y sexualmente, lanzando al exterior sus células sexuales. En este tipo de reproducción, la mayoría de los corales liberan óvulos y espermatozoides al agua, siendo por tanto la fecundación externa.  Los huevos una vez en el exterior, permanecen a la deriva arrastrados por las corrientes varios días, más tarde se forma una larva plánula que cae al fondo, se adhiere a él, y tras metamorfosearse a pólipo, secreta carbonato cálcico para conformar un esqueleto, o coralito. Posteriormente se reproducen asexualmente por gemación, dando origen a las colonias. En algunas áreas también se reproducen por fragmentación de una parte del coralum.